# Prix des libraires
De Prix des libraires (Prijs van de boekhandelaars) is een Franse literatuurprijs die jaarlijks wordt overhandigd aan (de schrijver van) een Franstalige roman. Het initiatief voor de uitreiking van deze prijs werd in 1955 genomen door de Fédération française syndicale de la librairie (FFSL). Ongeveer 5 000 boekhandelaars uit Frankrijk, België, Zwitserland en Canada brengen een stem uit. De winnaar wordt halverwege de maand maart bekendgemaakt tijdens een vergadering in het Hôtel de Massa, waar de Société des gens de lettres gehuisvest is. De prijswinnaar krijgt een medaille.

## Lijst van prijswinnaars
- 2024: Éric Chacour, Ce que je sais de toi (nl: Wat ik van je weet)
- 2023: Gilles Marchand, Le Soldat désaccordé
- 2022: Marie Vingtras, Blizzard
- 2021: Miguel Bonnefoy, Héritage (nl: Erfgoed)
- 2020: Akira Mizubayashi, Âme brisée
- 2019: Franck Bouysse, Né d'aucune femme
- 2018: Cécile Coulon, Trois saisons d'orage
- 2017: Gaëlle Nohant, Légende d'un dormeur éveillé
- 2016: Thomas B. Reverdy, Il était une ville
- 2015: Léonor de Recondo, Amours
- 2014: Valentine Goby, Kinderzimmer
- 2013: Yannick Grannec, La Déesse des petites victoires
- 2012: Virginie Deloffre, Léna
- 2011: Victor Cohen Hadria, Les Trois Saisons de la rage
- 2010: Laurent Mauvignier, Des hommes
- 2009: Dominique Mainard, Pour vous
- 2008: Delphine de Vigan, No et moi
- 2007: Muriel Barbery, L'Élégance du hérisson
- 2006: Yasmina Khadra, L'attentat
- 2005: Éric Fottorino, Korsakov
- 2004: François Vallejo, Groom
- 2003: Laurent Gaudé, La Mort du roi Tsongor
- 2002: Fred Vargas, Pars vite et reviens tard
- 2001: Pierre Assouline, Double vie
- 2000: Jean-Pierre Milovanoff, L'Offrande sauvage
- 1999: Marc Dugain, La Chambre des Officiers
- 1998: Jean-Guy Soumy, La Belle Rochelaise
- 1997: Philippe Delerm, Sundborn ou les jours de lumière
- 1996: Gilbert Sinoué, Le Livre de Saphir
- 1995: Anne Cuneo, Le Trajet d'une rivière : la vie et les aventures parfois secrètes de Francis Tregian, gentilhomme et musicien
- 1994: Isabelle Hausser, Nitchevo
- 1993: Françoise Xénakis, Attends-moi
- 1992: Eve de Castro, Ayez pitié du cœur des hommes
- 1991: Michelle Schuller, Une femme qui ne disait rien
- 1990: Claude Duneton, Rires d'homme entre deux pluies
- 1989: Michel Chaillou, La Croyance des voleurs
- 1988: Yves Simon, Le voyageur magnifique
- 1987: Jacques Almira, La Fuite à Constantinople
- 1986: Robert Mallet, Ellynn
- 1985: Christian Dedet, La Mémoire du fleuve
- 1984: Guy Lagorce, Le Train du soir
- 1983: Serge Bramly, La Danse du loup
- 1982: Serge Lentz, Les Années sandwiches
- 1981: Claude Brami, Le garçon sur la colline
- 1980: Claude Michelet, Des grives aux loups
- 1979: Christiane Singer, La Mort viennoise
- 1978: Jean Noli, La Grâce de Dieu
- 1977: Pierre Moustiers, Un crime de notre temps
- 1976: Patrick Modiano, Villa triste
- 1975: Hubert Le Porrier, Le Médecin de Cordoue
- 1974: Michèle Perrein, Le Buveur de Garonne
- 1973: Michel del Castillo, Le Vent de la nuit
- 1972: Didier Decoin, Abraham de Brooklyn
- 1971: Anne Hébert, Kamouraska
- 1970: Georges-Emmanuel Clancier, L'Éternité plus un jour
- 1969: René Barjavel, La Nuit des temps
- 1968: Paul Guimard, Les Choses de la Vie
- 1967: Catherine Paysan, Les Feux de la Chandeleur
- 1966: Jacques Perry, La Vie d'un païen
- 1965: Jacques Peuchmaurd, Le Soleil de Palicorna
- 1964: Pierre Moinot, Le Sable vif
- 1963: José Cabanis, Les Cartes du temps
- 1962: Jean Anglade, La Foi et la Montagne
- 1961: André Martinerie, Les Autres jours
- 1960: Georges Conchon, La Corrida de la victoire
- 1959: Georges Bordonove, Deux cents chevaux dorés
- 1958: Jean Bassan, Nul ne s'évade
- 1957: Françoise Mallet-Joris, Les Mensonges
- 1956: Albert Vidalie, La Bonne Ferté
- 1955: Michel de Saint-Pierre, Les Aristocrates